# Letalo
Letálo (tudi avión in  aeroplán) je zrakoplov s fiksnimi krili, težji od zraka, ki leti z izkoriščanjem dinamičnega vzgona zraka, ki teče ob njegovih krilih. Za razliko od nekaterih drugih zrakoplovov se vzgon ustvarja s premikanjem celotnega letala naprej skozi zrak s pomočjo motorja, ki ustvarja potisk. Najpomembnejši deli običajnega letala so krila, trup, rep s horizontalnim in vertikalnim stabilizatorjem, podvozje in motor. Slovenski zakon o letalstvu letalo definira kot »zrakoplov na motorni pogon, težji od zraka, ki dobi vzgon v letu predvsem od aerodinamičnih reakcij na njegove površine«. 
Najbolj verjetno je, da je prvo letalo, ki je letelo, izdelal Francoz Clement Ader. S svojim letalom Eole (po bogu vetra Eolu), ki je bilo podobno netopirju s štirikrakim propelerjem in ga je poganjal parni stroj, je poletel leta 1890 in izkušnje nadgradil z letalom Avion (odtod slovenska sopomenka »avion« za letalo), s katerim je na višini 20 metrov preletel 50 m, z nadaljnjimi modeli pa do 150 metrov. Nemec Otto Lilienthal je s svojimi jadralniki prvič poletel leta 1891 in je zato, ker je prvi uspel nadzorovano poleteti, za mnoge prvi letalec na svetu. Prvi polet sodobnega letala z motorjem z notranjim zgorevanjem, ki ga je bilo moč krmiliti, sta izvedla brata Wright na peščeni plaži v Kitty Hawku na vzhodu ZDA. Z letalom Wright Flyer je 17. decembra 1903 Orville Wright preletel 36 metrov, kasneje istega dne pa je več poletov opravil še Wilbur Wright.
K nadaljnjemu razvoju letal in letalstva sta izredno pripomogli obe svetovni vojni. Od propelerskega letala z motorjem z notranjim zgorevanjem se je razvoj potniških in vojaških letal po 2. svetovni vojni usmeril predvsem v reaktivna letala, medtem ko pri športnih in ultralahkih še vedno prevladuje propelerski pogon.
Prvo slovensko letalo, Eda 1, sta leta zasnovala, zgradila in z njim 25. novembra 1909 poletela brata Edvard in Jože Rusjan. Njuno tradicijo nadaljuje podjetje Pipistrel iz Ajdovščine, ki izdeluje inovativna lahka letala.

## Izvor in uporaba besede
Ob prvi uporabi v angleščini konec 19. stoletja (pred prvim poletom z lastnim pogonom) je beseda »airplane« in »aeroplane« (kasneje slovensko s tujko: aeroplan) izšla iz francoske besede aéroplane, ki izhaja iz starogrške besede starogrško ἀήρ (aēr), zrak, in tudi latinske besede planus, ravnina, oziroma grško starogrško πλάνος (planos), potepanje. Aéroplane se je izvirno nanašalo le na krilo, ravnino, ki se premika skozi zrak. Sčasoma je ime za sestavni del prišlo v uporabo za celotno napravo. V sodobni angleščini se izraz aeroplane nanaša na letalo s statičnimi krili in lastnim pogonom.
V slovenščini se uporablja izraz letalo, ki se nanaša na motorno zračno vozilo, težje od zraka. Slovenska sopomenka (tujka) avion za letalo izhaja iz imena serije letečih strojev Avion, ki jih je v zadnjem desetletju 19. stoletja zgradil Francoz Clement Ader.
Človekova dejavnost, ki je v zvezi z letenjem z letali, se imenuje letalstvo. Prostor za vzletanje in pristajanje letal se imenuje letališče ali s tujko aerodrom.

## Zgodovina

### Predhodniki
Letenje je bilo predmet precej starodavnih zgodb, npr. grške legende o Dedalu in Ikarju ter Vimane iz stare Indije. Leta 400 pr. n. št. je Grk Arhit domnevno zgradil prvo umetno letalno napravo z lastnim pogonom, model v obliki ptice, ki naj bi ga poganjala para in naj bi poletel 200 metrov.
Zapisi o prvih poskusih z jadralnimi letali so iz 9. in 11. stoletja, ko sta poletela pesnik Abbas Ibn Firnas in menih Eilmer iz Malmesburyja; v obeh poskusih sta se pilota poškodovala. Leonardo da Vinci je raziskoval obliko ptičje peruti in leta 1502 v enem svojih spisov načrtoval letalno napravo na človeški pogon.
Leta 1799 je Sir George Cayley predstavil zasnovo sodobnega letala z negibnimi krili in ločenimi sistemi za pogon, vzgon in krmiljenje. Leta 1803 je letel s prvimi prototipi in leta 1853 zgradil prvo jadralno letalo, ki je lahko uspešno letelo s potniki. Leta 1856 je Francoz Jean-Marie Le Bris izvedel prvi gnani polet z L'Albatros artificiel, ki ga je po plaži vlekel konj.
Sir Hiram Maxim je zgradil vozilo, težko 3,5 tone in z razponom kril 34 metrov, ki ga je gnal parni stroj s 360 konjskimi močmi (270 kW), ki je poganjal dva propelerja. Leta 1894 je svoj stroj stestiral, z vodili zgoraj, ki so mu preprečila nenadzorovan vzlet. Test je pokazal, da je vozilo lahko vzletelo, vendar ga ni bilo moč usmerjati, kar je Maxim najverjetneje spoznal in opustil delo na njem.
V 1890-ih je Lawrence Hargrave preučeval strukturo kril in razvil škatlastega zmaja, ki je lahko dvignil težo človeka. Njegovo obliko zmaja so široko sprejeli. Čeprav je razvil obliko vrtečega se letalskega motorja, ni nikoli zgradil letala s fiksnimi krili.
Med letoma 1867 in 1896 je nemški pionir človeškega letalstva Otto Lilienthal razvijal nadzorovano letenje, težje od zraka. Bil je prva oseba, ki je izvajala dobro dokumentirane, večkratne uspešne jadralne polete. Zaradi prvih uspešnih nadzorovanih poletov je Lilienthal za mnoge prvi pravi letalec na svetu.

### Zgodnji poleti z lastnim pogonom
Najverjetneje je, da je prvo letalo, ki je letelo, izdelal Francoz Clement Ader. S svojim letalom Eole (po bogu vetra Eolu), ki je bilo podobno netopirju s štirikrakim propelerjem in ga je poganjal parni stroj, je poletel leta 1890, in izkušnje nadgradil z letalom Avion (od tod slovenska sopomenka avion za letalo), s katerim je na višini 20 metrov preletel 50 m, z nadaljnjimi modeli pa do 150 metrov.
Fédération Aéronautique Internationale (FAI), organizacija, ki postavlja standarde in hrani zapise o letalstvu, pojmuje lete bratov Wright leta 1903 kot prvi »vzdržen in nadzorovan let naprave, težje od zraka, z lastnim pogonom«. Do leta 1905 je bilo njuno letalo Wright Flyer III zmožno stabilno in nadzorovano leteti dlje časa. Brata Wright sta zasluge za odločitev in vztrajanje pri poskusih letenja pripisovala predvsem zgledu Otta Lilienthala.
Leta 1906 je Alberto Santos Dumont izvedel prvi polet brez pomoči katapulta in je s tem, ko je preletel 220 m v manj kot 22 sekundah, postavil prvi svetovni rekord, ki ga je priznal Aéro-Club de France. Ta let je potrdila tudi FAI.
Najzgodnejša oblika, ki je nakazala sodoben enokrilnik v vlečni konfiguraciji (motor in propeler spredaj, ki nato vlečeta letalo za seboj), je bilo letalo Bleriot VIII iz leta 1908. Imelo je premične repne površine, s pomočjo katerih je pilot nadzoroval smer in višino leta, in nadzor zavijanja s pomočjo upogibanja krila ali zakrilc, ki jih pilot upravlja s krmilno palico. Letalo je bilo pomemben predhodnik modela Bleriot XI, ki je poleti 1909 prvič preletelo Rokavski preliv.
Prva svetovna vojna je služila kot testni poligon za uporabo letala kot orožja. Letala so se izkazala v vlogi premičnih opazovalnic in bojnih strojev, ki sovražniku lahko povzročijo izgube. Najzgodnejšo znano zračno zmago s pomočjo sinhronizirane strojnice, ki je streljala skozi propeler lovskega letala, je leta 1915 dosegel nemški pilot Kurt Wintgens. Pojavijo se letalski asi; po številu sestreljenih letal je bil v prvi svetovni vojni najuspešnejši Manfred von Richthofen (po barvi letala znan tudi kot Rdeči baron).
Po vojni se je letalska tehnologija razvijala dalje. Alcock in Brown sta v neprekinjenem poletu leta 1919 prvič prečkala Atlantik. Prvi mednarodni komercialni leti za transport pošte med ZDA in Kanado so se začeli istega leta. Billy Mitchell je v poskusih leta 1921 dokazal, da letalo lahko potopi bojno ladjo, in s tem nakazal dramatično spremembo v pomorskem bojevanju, do česar je nato v drugi svetovni vojni dejansko tudi prišlo. Začel se je uveljavljati tudi potniški promet na večje razdalje. 
Letala so uporabljali na vseh bojiščih druge svetovne vojne. Bila so nujni sestavni del vseh vojaških strategij, tako nemškega Blitzkriega kot ameriških in japonskih ofenziv s pomočjo letalonosilk v vojni na Tihem oceanu.

### Razvoj reaktivnih letal
Prvo reaktivno letalo, ki je poletelo izključno z novim tipom pogona, je bil leta 1939 nemški Heinkel He 178. Leta 1944 je v operativno rabo prišel nemški Messerschmitt Me 262, prvi reaktivni lovec na svetu. Oktobra 1947 je Bell X-1 postalo prvo letalo, ki je preseglo hitrost zvoka.
Prvi potniški reaktivec, de Havilland Comet, je bil zgrajen leta 1952. Po Cometovih začetnih težavah je poletelo letalo Boeing 707, prvo reaktivno potniško letalo v široki uporabi. Boeing 747 je bil največje potniško letalo od leta 1970, dokler mu leta 2005 primata ni prevzel Airbus A380.

## Vrste letal
Letala se lahko ločijo na različne načine:
- po namembnosti: športna in turistična, agrikulturna, potniška, gasilna, goščavska, poslovna, akrobatska, transportna, vojaška (lovska letala, bombniki, lovski bombniki, izvidniška, torpedna, strmoglavci);
- po načinu pridobivanja vzgona delimo letala na letala s trdnimi krili, na rotorska letala (helikopterji) in avtožiro;
- po načinu pogona: propelerski (letala z vijakom), reaktivni, pulzni, potisna cev;
- po postavitvi kril: zgornje-, rameno-, srednje- nizkokrilnik;
- po obliki kril: trapezno, delta, puščičasto krilo, samokrilnik (leteče krilo);
- po številu kril, eno-, dvo- in trokrilniki;
- po številu motorjev se delijo na eno-, dvo- in večmotorna letala;
- po površini za pristajanje:  kopenska letala, vodna (hidroplani), ker lahko pristajajo na vodi; palubna letala (za uporabo na letalonosilkah), amfibijska - za pristajanje na kopnem in na vodi;
- po repu: eno in dvo repa;
- po velikosti trupa pri potniških letalih: ozkotrupna in širokotrupna letala;
- po dolžini potrebne vzetne/pristajalne steze: običajna, STOL (kratek vzlet/pristanek), VTOL (navpičen vzlet/pristanek)
- po hitrosti: hiperzvočna (Mach 4 do 10 in več), nadzvočna (Mach 1,5 do 3,5), transzvočna (hitrost okoli 1 Macha ali manjša), podzvočna;
- po posadki: s posadko in brezpilotna letala (UAV)

in druge delitve.

## Zgradba in delovanje
Ker je letalo težje od zraka, za letenje potrebuje silo, ki je nasprotna sili zemeljske težnosti. Ta sila je vzgon, ki se med premikanjem skozi zrak ustvarja na nosilnih površinah letala (običajno krilih). Vzgon je glede na smer gibanja letala pravokoten. Pri gibanju letala skozi zrak zaradi trenja prihaja do upora, katerega smer je nasprotna od smeri gibanja letala. S primerno obliko profila krila dosežemo, da je upor zelo majhen in je tako večina aerodinamične sile vzgon, kar zagotavlja, da letalo lahko leti. Vzgon nastane zaradi neenake dolžine poti zraka ob spodnji in zgornji polovici krila; zaradi večje hitrosti potovanja zraka ob zgornji polovici tam po Bernoulijevi enačbi nastane nižji tlak in s tem vzgon. Primerna količina vzgona, ki letalu zagotavlja vzlet, se pri vsakem letalu ustvari pri različni hitrosti, glede na tip pogona, težo, obliko krila in druge dejavnike.
Profil krila izbiramo glede na namen letala. Vzgon debelega in bolj ukrivljenega profila je npr. za polovico večji od vzgona tankega, vendar je upor debelejšega krila pri enaki hitrosti dvakrat večji. Posledično ima torej transportno letalo debelejše krilo od npr. reaktivnega lovca, vendar je hkrati počasnejše pri enaki pogonski moči na enoto teže. Krilo za nadzvočne hitrosti pa ima tanek rob spredaj in zadaj in enakomerno izbočen profil na zgornji in spodnji strani; potreben vzgon se ustvari s primernim kotom letenja letala.
Vsa opisana načela veljajo tudi za propeler (točneje letalski vijak), ki je ena od oblik pogona letala. Z vrtenjem propeler ustrezne oblike ustvarja vzgon, ki pa namesto navzgor v tem primeru letalo vleče naprej.
Spodnje slike prikazujejo tudi pomembno vlogo repnih krmil pri usmerjanju letala (navzgor/navzdol, levo/desno). Repne površine (krila, vertikalni stabilizator) skrbijo tudi za to, da letalo ohranja smer tako v vodoravni kot navpični smeri. Glede na načrtovano velikost in hitrost letala morajo imeti ustrezno površino.
- Sile, ki delujejo na letalo med letom
- Nastanek vzgona ob običajnem krilu
- Profil letalskega vijaka je zelo podoben profilu krila
- Nagibanje letala s krilci; nagib ali angleško: roll
- Zavijanje letala z repnim krmilom; odklon ali angleško: yaw
- Dviganje/spuščanje letala z repnim krmilom; naklon ali angleško: pitch

### Sestavni deli
Glavni sestavni deli letala: 
- trup: aerodinamično oblikovana nosilna konstrukcija, ki povezuje dele letala. V njej se nahaja pilot, tovor in letalski sistemi;
- krilo: zagotavlja vzgon, poleg tega zagotavlja stabilnost v nagibu (okoli vzdolžne osi). Na krilo so nameščena krilca, zakrilca ter aerodinamične zavore. V krilih se pogosto shranjuje tudi letalsko gorivo;
- višinsko krmilo, za krmiljenje okoli prečne osi, nameščeno na repu letala (angl. elevator);
- smerno krmilo, za krmiljenje okoli navpične osi (angl: rudder);
- krilca, za usmerjanje okoli vzdolžne osi (angl. ailerons);
- podvozje, večinoma kolesa, lahko pa tudi sanke (smuči), ali pa plovci za hidroplane. Hidroplani so lahko tudi brez posebnih plovcev, saj imajo lahko posebej oblikovan trup, s katerim pristajajo na vodi; takim letalom pravimo leteči čoln.[32][31][34]

### Pogon
Letalski motorji večinoma poganjajo vijak ali pa so reaktivni.
Letala z vijakom imajo batne motorje ali turbopropelerske turbine, v zadnjem času pa se pojavljajo tudi električni motorji.
Tip pogona določa načrtovana namembnost in hitrost letala:
- ker izkoristek letalskega vijaka močno pada, kadar se hitrost vrhov listov približuje hitrosti zvoka, je tudi hitrost letal na vijak omejena na okoli 200 m/s (okoli 750 km/h).[31]
- reaktivna letala uporabljajo motorje v obliki reaktivne turbine; uporabni so za hitrosti med nekaj 100 km/h do hitrosti 3 machov na višinah 10 do 20 tisoč metrov;
- pogonske naprave v obliki cevi z dinamičnim curkom, pri katerih so neizogibne začetne hitrosti 2-3 Machov;
- pulzirajoči motorji, ki jih uporabljamo samo za podzvočne hitrosti;
- raketni motorji na trdo (običajno za RATO vzlet) ali tekoče gorivo za let na izredno visokih višinah.[31]

## Gradnja letal in materiali
Prva letala so bila, razen motorja, zgrajena iz lesa, preko katerega je bilo napeto posebej obdelano platno. Upravljali so jih s pomočjo žic. Naslednja večja sprememba je bila uporaba aluminija v 1930-ih; za sodobna propelerska letala se najpogosteje uporabljajo zlitine aluminija in magnezija. V sodobnem letalstvu pa se uveljavljajo kompozitni materiali, ki imajo pred klasičnimi številne prednosti: so trdnejši, v nekaterih primerih zaradi poenostavljene gradnje omogočajo prihranke, zvišujejo kvaliteto končnega izdelka (boljše prileganje delov, ni korozije, nižji vzdrževalni stroški, večja prilagodljivost lastnosti sestavnih delov) ter zmanjšujejo težo letala in s tem porabo goriva.
Pri letalih za nadzvočne hitrosti prihaja do težav zaradi visoke temperature izpostavljenih delov plašča letala - v teh primerih se uporablja titan ali posebne zlitine.
Pokrov kabine, okna in drugo so iz akrilnega stekla, ki zdrži temperature do približno 100 °C. Pri letalih za visoke nadzvočne hitrosti je v uporabi silikatno steklo.

## Varnost
Sodobna letala veljajo za zelo varna; kar se tiče smrtnih primerov na kilometer prepotovane razdalje, so 10-krat varnejša od avtobusa. Če pa upoštevamo število mrtvih na en let potniškega letala, je potovanje z letalom dosti nevarnejše kot npr. potovanje z avtom, avtobusom ali vlakom. Zavarovanje je zaradi tega razmeroma drago. V smislu varnosti obstaja tudi razlika med malimi športnimi letali in velikimi reaktivnimi potniškimi letali. Slednja so 8.3-krat bolj varna, saj ima večina športnih letal le en motor, in še tega batnega, ki je manj zanesljiv od reaktivnega - okvare velikih turboventilatorskih motorjev so v velikostnem razredu približno ena odpoved na milijon obratovalnih ur. Sodobna dvomotorna potniška letala morajo po mednarodnih standardih biti tudi zasnovana tako, da lahko letijo več ur s samo enim delujočim motorjem (ETOPS).
Na splošno velja, da je za 70-80 % letalskih nesreč delno ali v celoti odgovoren človeški dejavnik.
Poleg zahtevnega postopka testiranja novih letal varnost zagotavljajo tudi v letalo vgrajeni sistemi: podvojeni krmilni vodi, podvojeni sistemi za upravljanje v pilotovi kabini (pilot in kopilot potniškega letala imata na voljo vsak svoj popolni samostojni set upravljalnih naprav) in drugo. Varnost letal in letalstva se izboljšuje tudi z natančno analizo vzrokov letalskih nesreč; ugotovljene napake se uporabijo za izboljšanje konstrukcij letala ali za izboljšanje postopkov v letalstvu.

## Izdelava letal in Slovenci
Brata Edvard in Jože Rusjan sta vse modele Eda od I do VII med letoma 1909 in 1910 izdelala samostojno, s pomočjo sorodnikov, v Gorici. Do številčnejše proizvodnje ni prišlo, saj so po pričetku sodelovanja z Zagrebčanom Mihajlom Merćepom vsa letala izdelali v njegovih delavnicah v Zagrebu. Celovčan Jože Zablatnik (Sablatnig) je leta 1910 zgradil svoje prvo letalo, kar pogosto omenjajo tudi svetovne preglednice razvoja letal. Stanko Bloudek je leta 1910 zgradil svoje prvo letalo Libela. Izkušnje na kasnejši Libeli 1 je uporabil pri zasnovi povsem novega letala z zaprtim trupom, kar je bila tedaj novost, ki so jo povzeli mnogi konstruktorji in pozabili, da gre pri tem za Bloudkovo delo. Kasneje je samostojno zasnoval enokrilno letalo Bloudek XV, tudi Lojze, ki je leta 1930 doseglo 200 km na uro. Po smrtni nesreči s tem letalom leta 1935 se Bloudek ni več lotil konstruiranja letal. Tržačan Anton Kuhelj je pred drugo svetovno vojno izdelal več uspešnih letal Inka, nato pa še modele KS-1, KS-2 (Kuhelj Sportni; tudi Janez), ki so jih vsi hvalili. 
Po drugi svetovni vojni so ustanovili Letalsko zvezo Slovenije in tovarno Letov, ki je delovala med letoma 1946 in 1952. V tovarni so izdelovali jadralna letala, nekaj motornih, načrtovali pa so tudi prvo slovensko reaktivno letalo KBL-12, vendar so na ukaz iz Beograda razvoj opustili.
Leta 1987 je Ivo Boscarol postal prvi zasebni izdelovalec letal v Jugoslaviji. Vrh proizvodnje ultralahkih letal je njegovo podjetje Pipistrel (latinsko ime za netopirja) zaenkrat doseglo s prvim poletom ultralahkega letala okoli sveta leta 2012 in serijsko proizvodnjo električnih letal, tudi za več potnikov.
Tomaž Avsenek in Pavel Potočnik, sicer pred tem zaposlena pri proizvodnji jadralnih letal v podjetju Elanu, sta kot prva v takratni Jugoslaviji iz kompozitnih materialov sestavila ultralahko letalo. Leta 1992 je Pavel Potočnik ustanovil podjetje Albastar. Po jadralnih letalih je leta 1997 izdelalo tudi jadralno letalo s pomožnim motorjem Apis, z Ivom Boscarolom pa sta leta 1999 izdelala tudi dvosedežno jadralno-motorno letalo Sinus.
Sin slovenskega izseljenca Joe Sutter je bil vodja razvojne ekipe pri izgradnji letala Boeing 747.

### Slovenski proizvajalci letal
- Pipistrel - športna, ultralahka, in jadralna letala z motorji
- AMS Flight - jadralna letala
- Albastar - jadralna letala